# Phyllachora symplocicola
Phyllachora symplocicola är en svampart som beskrevs av Seshadri 1966. Phyllachora symplocicola ingår i släktet Phyllachora och familjen Phyllachoraceae.   Inga underarter finns listade i Catalogue of Life.